# Holostrophus bifasciatus
Holostrophus bifasciatus is een keversoort uit de familie winterkevers (Tetratomidae). De wetenschappelijke naam van de soort werd in 1824 gepubliceerd door Thomas Say.